# Annezin
Annezin es una comuna francesa situada en el departamento de Paso de Calais, en la región de Alta Francia.

## Demografía
| 5545 | 5399 | 5462 | 5857 | 5859 | 5551 | 5819 |
| Para los censos de 1962 a 1999 la población legal corresponde a la población sin duplicidades (Fuente: INSEE [Consultar]) |      |      |      |      |      |      |